# 肯德尔·史密斯
肯德尔·克莱·史密斯（1995年9月18日—）為美國男子籃球運動員，最後效力於中国男子篮球职业联赛青岛国信海天。
2018年8月，史密斯與寧布爾克簽下首份職業合約。2018年12月，阿爾斯特㺢㹢狓簽下史密斯頂替布兰登·罗泽尔。
2022年12月，羅德島巨像引進史密斯。2023年11月，PAOK引進史密斯。2024年1月，史密斯的眼睛受傷，PAOK與其終止合約。2024年2月，下諾夫哥羅德與史密斯簽約至賽季結束。2024年6月，史密斯重返希臘加盟彭里安奧斯。2024年12月，史密斯加入中国男子篮球职业联赛青岛国信海天頂替杰坎·刘易斯。2025年1月，青岛国信海天取消註冊史密斯，史密斯代表青岛国信海天出賽14場，場均上場9.9分鐘，貢獻3.7分、2.1籃板、1.5助攻。

## 外部連結
- 肯德尔·史密斯在fiba.basketball（英语）
- 肯德尔·史密斯在NBA G聯盟（英语）
- 肯德尔·史密斯在VTB聯賽（英语）
- 肯德尔·史密斯在中国男子篮球职业联赛
- 肯德尔·史密斯在Basketball-Reference.com（NBA G聯盟）（英语）
- 肯德尔·史密斯在Basketball-Reference.com（國際）（英语）
- 肯德尔·史密斯在Sports-Reference.com（NCAA）（英语）
- 肯德尔·史密斯在Eurobasket.com（球員）（英语）
- 肯德尔·史密斯在Proballers（英语）
- 肯德尔·史密斯在RealGM（英语）
- 肯德尔·史密斯在中国篮球数据库
- (PDF). SportsFive.   [2024-12-07].